# Georg Kåhre
Georg Kåhre, född 1899, död 1969, var en åländsk författare som skrev såväl romaner som lyrik  och facklitteratur, framför allt en historik över den åländska segelsjöfarten som översattes till engelska (The Last Tall Ships).

## Biografi
Kåhre var gift med Inga Kåhre och arbetade som lärare i svenska och latin vid Ålands Lyceum i Mariehamn. Han debuterade som författare 1928 och hans sista bok publicerades postumt 1983. 

## Verk
Kåhre debuterade med diktsamlingen Staden med de tusen lindarna, under pseudonymen Stefan Sylwander, ett namn han skulle använda till 1933, då romanen Strandhugg publicerades under eget namn. Staden med de tusen lindarna var en diktsamling om småstadsidyllen Mariehamn och kritiken var ljummen. Kåhre var traditionell i sin lyriska form och tog aldrig till sig modernismen, vilket han fick mycket kritik för. 
Efter några diktsamlingar med motiv från skärgården och småstadsidyllen, som ibland skildrades med en mild ironi, kom romanen Strandhugg 1933 som gav honom delat första plats i Bonniers romantävling. Den berättade om en man som återvänder till Åland efter en tid i Sovjet och byggde på en verklig förebild. Efter den originella romanen Bror Ahasverus (1942) skrev Kåhre inga fler romaner men en novellsamling med skärgårdsmotiv, Knutar på fånglinan, gavs ut 1953 och urval av hans dikter har publicerat efter hans död.
Kåhre hade egentligen större framgångar som författare av facklitteratur, framför allt med Den åländska segelsjöfartens historia från 1940, vars engelska översättning (The last tall ships) sålde i 30 000 exemplar när den publicerades postumt 1978.

## Priser och utmärkelser
- Delat första pris i Bonniers romantävling 1933 (med Walter Ljungquist)
- Pris i Åbo underrättelsers novelltävling
- Tredje pris i Nordisk rotogravyrs novelltävling 1939

### Lyrik, som Stefan Sylwander
- Staden med de tusen lindarna (1928)
- Vers från havskanten (1929)
- Fromma visor (1930)
- Väderilar (1932)

### Lyrik, som Georg Kåhre
- Dikt och pamflett (1939)
- Ord och vågor (1970)
- Söndag i världen (1983)

### Romaner och noveller
- Strandhugg (1933)
- Bror Ahasverus (1942)
- Knutar på fånglinan (1953)

### Facklitteratur
- Den åländska segelsjöfartens historia (1940), eng. The last tall ships (1978)
- Ålands ömsesidiga försäkringsbolag (1941)
- Ålands aktiebank (1944)
- Under Gustaf Eriksons flagga (1948)
- Sjöfart och skeppsbyggeri på Åland (1949)
- Ålands redarförening r.f. 1934-1959 (1959)
- Åland (1959)
- 50 år under Gustav Eriksons flagga (1963)